# Kauko Aromaa
Kauko Aromaa (* 1943; † 18. Januar 2019) war ein finnischer Kriminologe. 2006/07 amtierte er als Präsident der European Society of Criminology (ESC). Er war für die Entwicklung der Viktimologie in Finnland und den anderen nordischen Staaten maßgebend.
Im Jahr 2000 wurde er Direktor des UN-angehörigen European Institute for Crime Prevention and Control (HEUNI). Er war zudem langjähriges Vorstandsmitglied des Nordic Research Council for Criminology, dem er von 2001 bis 2003 als Direktor vorstand. Nach seiner Pensionierung wurde er zum Professor an der britischen University of Manchester ernannt.

## Schriften (Auswahl)
- Ahti Laitinen: Special problems of crime prevention. Juvenile delinquency and business security. Ministry of the Interior, Police Dept., Helsinki 1994, ISBN 9514798627.
- Mit Markki Heiskanen: Crime and criminal justice systems in Europe and North America 1995–2004. HEUNI, Helsinki 2008, ISBN 9789525333367.